# Mike Wallace
Myron Leon „Mike” Wallace (ur. 9 maja 1918 w Brookline, zm. 7 kwietnia 2012 w New Canaan) – amerykański dziennikarz, jeden z oryginalnych prowadzących programu 60 Minutes który zadebiutował w 1968.
Urodził się pod nazwiskiem Wallik w rodzinie żydowskich emigrantów z Rosji. W czasie swojej kariery nagrodzony 21 nagrodami Emmy oraz pięciokrotny zdobywca Peabody Award. Znany z agresywnego stylu, w jakim przeprowadzał wywiady. Wśród osób publicznych, które udzieliły mu wywiadu, byli m.in. prezydenci Stanów Zjednoczonych John F. Kennedy, Lyndon B. Johnson, Jimmy Carter i Ronald Reagan, Pierwsze Damy Nancy Reagan i Eleanor Roosevelt, działacz Martin Luther King, polityk Jasir Arafat, ajatollah Ruhollah Chomejni, malarz Salvador Dalí, piosenkarki Barbra Streisand, Tina Turner i Janis Joplin czy kompozytor Leonard Bernstein.